# Teologia das religiões
O termo teologia das religiões refere-se ao ramo da teologia cristã que tenta teologicamente e biblicamente avaliar os fenômenos de religiões. Três importantes escolas dentro deste campo são pluralismo, inclusivismo, e exclusivismo.

## Escola do Pluralismo
Pluralismo é basicamente a crença de que as religiões do mundo são igualmente válidas e verdadeiras na sua comunicação da verdade sobre Deus, o mundo, ea salvação. O chefe expounder deste ponto de vista é John Hick da Claremont Graduate School, na Califórnia, que primeiro é desenvolvido em seu livro Deus eo Universo de crenças (1973). Foi criticado, nomeadamente na declaração Dominus Iesus pelo Cardeal Joseph Ratzinger.
Esta opinião não é diferente das populares em vista hindu Krishna's dizendo na Bhagavadgita: 
Em qualquer forma os homens adoram me, mesmo assim posso aceitá-las, para, em todas as formas, ó Partha, homens a pé no meu caminho.
Esta é a visão popular de que todas as religiões levam ao mesmo Deus e todos os caminhos levam para o céu. Segundo a HICK, o cristianismo não é o primeiro e único caminho da salvação, mas um entre vários. Para um pluralista, como HICK, o cristianismo não é absoluto, único e definitivo caminho para Deus. Embora pluralistas afirmar a validade de todas as religiões, mas também negar a finalidade de todas as religiões.
Segundo a HICK, no regime evolutiva das coisas em que em épocas e lugares isolados do início religiões são sucedidos por maiores religiões, é a mesma mensagem de Deus que vem claramente a um determinado grupo, mas como diferente das outras. HICK desafios a antiga opinião de que Cristo ou cristianismo deve ser visto no centro das religiões. Em vez disso, diz ele, Deus deve ser visto no centro das religiões.
O pluralista discórdia é que todas as religiões são basicamente os mesmos embora superficialmente diferentes. "A atração de pluralismo", diz McGrath, "não reside na sua pretensão de verdade, que são notavelmente evasivo e raso, mas na sua pretensão de promover a tolerância entre as religiões." Para um cristão evangélico, no entanto, tais pluralismo significa apenas a abolição da kerygmatic missão, ou seja, a missão de evangelizar o mundo com o evangelho salvífica de Jesus Cristo. No entanto, os motivos para rejeitar o pluralismo excede a causa da evangelização.
Qualquer estudo sincero das religiões mundiais expressamente revela que, contrariamente à tese pluralista todas as religiões olhar superficialmente o mesmo, mas são fundamentalmente diferentes. Cada um deles é diferente do resto, em sua opinião de Deus, pecado, salvação, morte e eternidade. Obviamente, a noção panteísta do mundo, como Deus e as monoteista noção do mundo, como criação de Deus não são os mesmos. A única forma de chamar-lhes mesmo é por alijamento da noção de verdade absoluta em si, porém, que isso significaria que nenhum declarações absoluta sobre qualquer coisa pode ser feita, incluindo a declaração de que todas as religiões são os mesmos.
Outro ponto tomadas contra o pluralismo é a falsa postura que ela assume. Pluralismo conclui que é diferente de exclusivismo, na medida em que admite a validade de todas as religiões. Assim, a verdade é relativizada tanto e pluralized. No entanto, uma característica fundamental da verdade é exclusividade. Verdade, por natureza, exclui tudo o contrário a ela. Assim, a cada declaração, a fim de ser significativa deve excluir todos os seus opostos. Assim, o pluralismo por sustentar a validade de todas as religiões contra o segregado contenção de cada um para validade exclui todas as outras opiniões contrárias a ele. Por exemplo, que exclui a ideia de que «todas as religiões não são verdadeiras." Portanto, embora assumindo a forma de pluralismo, ela não é senão uma variante do exclusivismo si.

## Escola do Inclusivismo
Inclusivismo é a crença de que Deus está presente nas religiões não cristãs para guardar os seguidores através de Cristo. A opinião inclusivist deu lugar ao conceito de anônimos cristã que é entendido por um adepto de uma religião particular que Deus salva através de Cristo, mas quem não conhece pessoalmente o Cristo da Bíblia nem tem convertido cristianismo bíblico. Esta posição foi popularizado pelo teólogo católico romano, Rahner(m. 1984). Uma questão importante que Rahner coloca é sobre a salvação de todos aqueles que nunca tiveram a oportunidade de ouvir o evangelho de Jesus Cristo. Para Rahner, então, as pessoas podem ser salvas para além da fidelidade à igreja cristã. Trata-se de Deus em Cristo, que chega para o indivíduo em sua própria história pessoal religioso para ele mesmo.
Rahner utilizou o termo "anônimo" para designar as pessoas que experimentam a graça de Deus em Cristo, independentemente de qual religião que pertencem. Inclusivism é baseado em dois axiomas: a primeira é que a salvação é através de Cristo por si só, a segunda é que Deus quer de todo o mundo para ser salvo. Por conseguinte, Deus salva as pessoas através de Cristo por si só, porém, ele torna isto possível através de formas que se estendem a toda a humanidade. Para Rahner, um não-cristão a religião é uma religião legal até para seus seguidores têm um testemunho cristão, é um meio pelo qual os não-cristãos ganho um certo relacionamento com Deus.
Além disso, a religião de Deus está incluído no plano de salvação que Deus tem ordenado para a comunicação de Sua graça. Inclusivism tem um grande apelo para as pessoas devido à sua abordagem simpática à religião. No entanto, ignora o fato de ímpio elementos dentro religiões. Só seria uma contradição em termos de conceber um Deus que revela que ele é contra a idolatria e, ao mesmo tempo, afirmar que ele guarda uma pessoa na sua adoração de ídolos. Jesus disse que é por saber a verdade que é uma liberados. Quando os apóstolos falavam da salvação pelo nome de Jesus, que nunca significou que as pessoas poderiam ser salvas na fidelidade ao senhorio de Jesus, pelo contrário, eles expressamente entende que só por uma apresentação voluntária ao Senhor um poderia ser salva. A vontade de Deus para a salvação de todos os homens em 1 Timóteo 2:4 é qualificada por seu desejo de que todos eles virão para o conhecimento da verdade para a qual Paulo testemunha como sendo nomeado um pregador.
Assim, a Bíblia é clara sobre este ponto que o conhecimento de Cristo antecede a recepção de poupança graça da fé. Inclusivism tem sido criticada como sendo própria arrogância exclusivist, se visto a partir da perspectiva de outras religiões. Por exemplo, ele diz que hindus não são guardadas por seu dharma, e os muçulmanos não são salvas por suas obras, mas todos são salvos por Cristo desconhece. Isto não só prova que a doutrina da salvação de todas as outras religiões são falsas, mas também que as pessoas não são salvas por causa de seguir o caminho do seu credo religioso. Finalmente, Cristo assume um carácter vago e abstracto e empenho pessoal para o Cristo histórico quase perde soteriological valor que pode ser visto no caso da MM Thomas' Cristo-centered .sincretismo

## Escola do Exclusivismo
Exclusivismo teológico é a posição que detém a finalidade de a fé cristã em Cristo. A finalidade de Cristo significa que não há salvação em religiões não cristãs. Entre os exclusivists deste século são Samuel Zwemer, Hendrik Kraemer, e Lesslie Newbigin. Baseado no conceito aristotélico de verdade como uma e não muitas, exclusivists respeito religioso alegações, tal como todas as outras falsas e inválido uma vez que a revelação cristã é aceite como verdade.
Exclusivists espera que a salvação é através de Cristo sozinho. É através de uma experiência pessoal de compromisso com Cristo que receba uma garantia de salvação. Os não-crentes não podem receber tal garantia, uma vez que não são conscientes da unicidade de Cristo também não reconhecem Sua senhoria. O exclusivist começa com a Bíblia como a fonte de todos os conhecimentos sobre a espiritualidade ea salvação. A Bíblia é o critério de todos os religiosos verdade. A Bíblia relata a história de redenção, dá um fundamento para a fé pessoal, é um guia da comunidade cristã, e fala sobre o futuro do mundo que as ligações de todos os antecedentes, a vida, e serviço com significado e propósito. Exclusivismo, assim, estabelece a especificidade ea identidade do cristianismo entre as religiões do mundo. Esse exclusivismo pode assumir qualquer um extremista ou moderada um ponto de vista. Os extremistas de vista em todas as religiões não cristãs como demoníacas e inimigos da verdade cristã.
Por outro lado, a moderada ver vê algumas religiões não cristãs como contendo elementos qual um diálogo com eles pode ser iniciado. No entanto, todos exclusivists em geral concordam que a salvação é exclusivamente através de Cristo e recebido apenas por um compromisso pessoal com o Senhor. Um exclusivist opinião é inevitável em qualquer diálogo da verdade. De facto, nem o pluralismo, nem o inclusivist poderia evitar ser exclusivist em algum ponto. Verdade, por natureza, é exclusiva e qualquer pretensão de verdade é exclusiva. A única forma de negar exclusividade de Cristo é para negar a veracidade da Bíblia.
A opinião exclusivista vê a exclusividade da Bíblia em sua proclamação de Cristo como o único caminho de salvação, embora a Bíblia também fala de Deus envolvidos na história das nações. Assim, apesar de ser muito ruidoso, em seus ataques sobre hinduísmo, Neemias Goreh poderia dizer que "A maior parte errada como é o ensino de tais livros como o Bhagvadgita, o Bhagvata, etc, ainda que ensinam algo de ananyabhakti (indiviso devotedness a Deus), de vairagya (desistindo do mundo), de namrata (humildade), de ksama (paciência), etc, o que permite uma apreciar os preceitos do cristianismo.